# Pracująca dziewczyna (serial telewizyjny)
Pracująca dziewczyna (ang. Working Girl, 1990) – amerykański serial komediowy stworzony przez Kimberly Hill i Toma Patchetta. Wyprodukowana przez 20th Century Fox Television i Patchett Kaufman Entertainment. Serial został luźno oparty na podstawie filmu z 1988 roku pod tym samym tytułem, w którym wystąpiła amerykańska aktorka Melanie Griffith, natomiast główną rolę w serialu zagrała Sandra Bullock.
Premiera serialu miała miejsce w Stanach Zjednoczonych 16 kwietnia 1990 roku na amerykańskim kanale NBC. Na antenie miało zostać pokazane 12 odcinków, jednakże po emisji ósmego odcinka serial został zakończony 30 lipca 1990 roku z powodu niskiej oglądalności. Pozostałe cztery odcinki nigdy nie zostały wyemitowane. W Polsce serial nadawany był na kanale Polsat.

## Opis fabuły
Serial opowiada o losach Tess McGill (Sandra Bullock), odważnej sekretarce, która zostaje młodą wykonawczynią w firmie, której właścicielem jest uroczy A.J. Trask.

## Obsada
- Sandra Bullock jako Tess McGill
- Nana Visitor jako Bryn Newhouse
- Judy Prescott jako Lana Peters
- George Newbern jako Everett Rutledge
- Eyde Byrde jako Libby Wentworth
- Tom O'Rourke jako A.J. Trask
- Anthony Tyler Quinn jako Sal Pascarella
- David Schramm jako Joe McGill
- B. J. Ward jako Fran McGill

## Spis odcinków
| N/o            | Tytuł angielski                            |
| -------------- | ------------------------------------------ |
|                |                                            |
| SERIA PIERWSZA |                                            |
|                |                                            |
| 01             | Dream On                                   |
|                |                                            |
| 02             | I Heard It Through the Grapevine           |
|                |                                            |
| 03             | A Friend in Need                           |
|                |                                            |
| 04             | McJoe's                                    |
|                |                                            |
| 05             | It's Only Love                             |
|                |                                            |
| 06             | Hungry Heart                               |
|                |                                            |
| 07             | Just One of Those Things                   |
|                |                                            |
| 08             | Guess Who's Coming to Dinner               |
|                |                                            |
| 09             | Get Back (a.k.a. Back in the Saddle Again) |
|                |                                            |
| 10             | Two's a Crowd                              |
|                |                                            |
| 11             | We Can Work It Out                         |
|                |                                            |
| 12             | Oh, Brother                                |
|                |                                            |